# Lei Tai

Die “Nine Suns Mountain Sanda Lei tai” bei den nationalen chinesischen Box-Meisterschaften 2004.

Der Begriff Lei Tai (chin.: 擂台; Pinyin: lèi tái) stammt aus der chinesischen Sprache und bedeutet so viel wie „Kampftribüne“.
Diese Kampftribüne hatte am Rand keinerlei Befestigungen und war bis zu 2,5 Meter hoch und ca. 10 m × 10 m groß. Fast jede größere Stadt hatte eine dieser Tribünen. Darauf wurden Veranstaltungen mit Kampfsportvorführungen und Wettkämpfen durchgeführt, die man dann ebenfalls als lèi tái bezeichnete. Zu diesen Kämpfen gehörten auch solche, bei denen der Tod eines oder beider Wettkämpfer billigend in Kauf genommen wurde. Dies war im Vorfeld bereits mit den Teilnehmern auch vertraglich entsprechend vereinbart worden.